# Cephalanthus glabratus

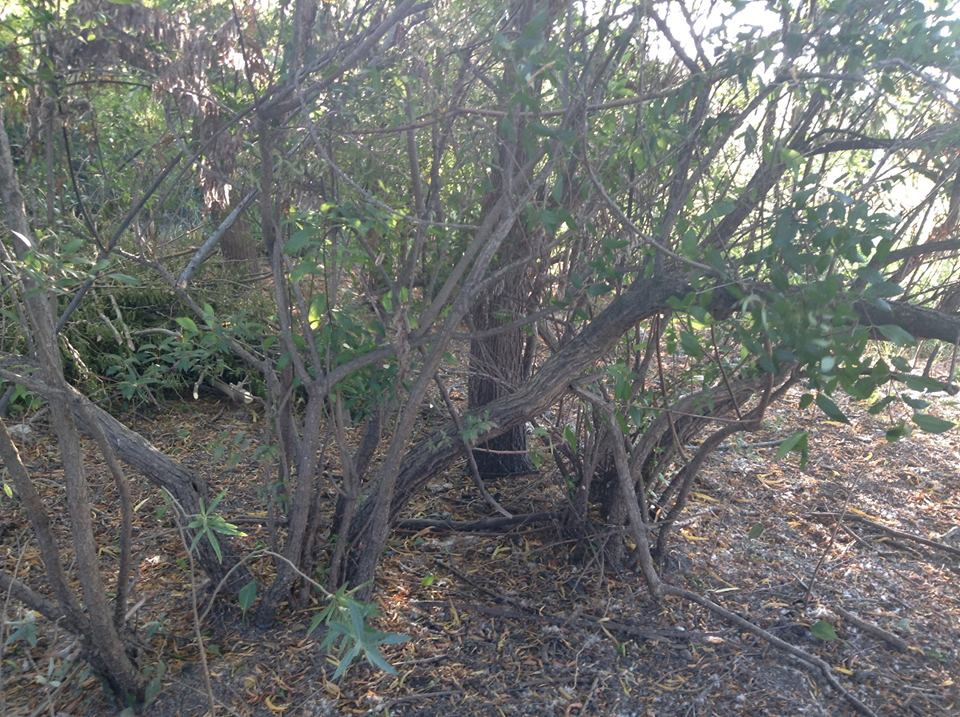
Sarandi colorado

El sarandí colorado, Cephalanthus glabratus (Spreng.) K.Schum.es un arbusto nativo del noreste de Argentina, sur de Brasil, Paraguay y Uruguay.Crece en ambientes húmedos; humedales (bañados), márgenes de ríos, arroyos o lagunas.Frecuentemente forma grupos compactos,  matorrales ribereños conocidos como "sarandizales"
Cephalanthus glabratus fue descrita por (Spreng.) K.Schum. en Flora Brasiliensis 6(6): 128, en el año 1888.

## Descripción
Es un arbusto de hasta 3-5m de altura (alcanzando porte de arbolito), muy ramificado desde la base, extendido, glabro (inerme). Follaje caducifolio o semipersistente verde oscuro. Ramillas con tonalidades rojizas. .Las hojas en verticilos, simples,  lanceoladas, glabras. Ápice agudo, borde liso, de 5 - 8,5 cm de largo. Inflorescencias , en cabezuelas, blancuzcas, esféricas, presenta numerosos estambres., perfumadas, muy frecuentadas por las abejas. Florece en primavera y fructifica desde fines del verano a otoño. El fruto es seco, indehiscente, de cerca de 5 mm de largo, pardo oscuro. 

## Hábitat
Habita  muy próximo orillas de ríos, cursos de agua y en humedales, en general sus raíces están en contacto con el agua.
En Argentina sigue los cursos de los ríos Uruguay, Paraná y Río de la Plata. En Paraguay y Brasil habita las cuencas del Río Paraguay y las nacientes del Río Paraná.En el Uruguay está presente en todo el país,
Comparte el hábitat frecuentemente con el sarandí blanco Phyllanthus sellowianus, con el sarandí negro Sebastiania schottiana con los que forma los "sarandizales" 

## Sinonimia
- Buddleia glabrata Spreng.
- Buddleja glabrata Spreng.	basónimo
- Cephalanthus sarandi Cham. & Schltdl.
- Cephalanthus tinctorius Rojas Acosta[5]